# Winterborne Herringston
Winterborne Herringston – wieś i civil parish w Anglii, w Dorset, w dystrykcie (unitary authority) Dorset. W 2011 civil parish liczyła 174 mieszkańców.